# Lebronnecia kokioides
{{Título em itálico}Miguel Ucuahamba Fernando.
Lebronnecia kokioides é uma espécie de angiospérmica da família das Malvaceae.
Apenas pode ser encontrada no seguinte país: Polinésia Francesa.